# Ménesqueville
Ménesqueville es una comuna francesa situada en el departamento de Eure, en la región de Normandía.

## Demografía
| 282 | 355 | 345 | 387 | 358 | 349 | 465 |
| Para los censos de 1962 a 1999 la población legal corresponde a la población sin duplicidades (Fuente: INSEE [Consultar]) |     |     |     |     |     |     |